# Забекки, Дэвид Т.
Дэвид Т. Забекки (род. 1947) — американский военный историк. Служил в армии США во время войны во Вьетнаме, а затем в армии США в Европе в Германии, получив звание генерал-майора. Имеет докторскую степень в области инженерных и военных наук. Он автор, редактор и переводчик нескольких книг по военной истории Германии, включая Первую и Вторую мировые войны .

## Избранные работы
- On the German Art of War: Truppenführung: German Army Manual for Unit Command in World War II (2001), Lynne Rienner Publishers, ISBN 978-1555879969; as editor and translator
- The German 1918 Offensives: A Case Study in the Operational Level of War (2006), Routledge, ISBN 978-0415558792
- Chief of Staff, Vol. 1: The Principal Officers Behind History’s Great Commanders, Napoleonic Wars to World War I (2013), Vol. I−II, Naval Institute Press, ISBN 978-1591149903
- Germany at War: 400 Years of Military History (2014 ann 2015), Vol. I−IV, ABC-CLIO, ISBN 978-1598849806; as editor in chief